# 宋汶霏
宋汶霏（1985年5月30日—2013年3月3日），原名宋文婷，中国女演员，生于广东增城，祖籍上海。自幼学习舞蹈，以接拍广告进入娱乐圈，於2006年加盟华谊兄弟，并且成为其力推新人，於2008年离开华谊，凭借其优秀的舞蹈功底主演海岩剧《舞者》成名，获得新浪2008网络盛典年度新人，后出演过2008年《在那遥远的地方》及2009年無線電視剧集《摘星之旅》等多部电视連續剧集作品，於2011年《公主的诱惑》等多部电影作品均以非主要演员身份参演。於2012年主演网络电视剧《东北往事》。2013年因子宮頸癌病逝。

## 主要作品
- 《在那遥远的地方》
- 《家比天大》（2006年），饰演：何姗。
- 《舞者》（2008年）：演艺事业第一部海岩剧。
- TVB《摘星之旅》（2010年），与黄宗泽和林峯有对手戏。
- 《东北往事之黑道风云20年》宋汶霏，饰演：高欢。